# Clemens Kattner

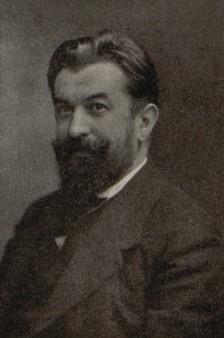
Architekt Clemens Maximilian Kattner

Clemens Maximilian Kattner (* 17. September 1871 in Wien; † 10. März 1945 ebenda) war ein österreichischer Architekt.

## Leben
Clemens Kattner war der Sohn eines Tischlers und Tapezierermeisters aus Wien. Er studierte von 1890 bis 1892 bei Friedrich von Schmidt und Victor Luntz an der Akademie der bildenden Künste Wien. Nach einem siebenjährigen Auslandsaufenthalt war Kattner ab 1900 als freiberuflicher Architekt in Wien tätig. 1905 wurde er Mitglied der Wiener Bauhütte und war dort Sekretär, Vorstandsmitglied und Ehrenmitglied. Clemens Kattner war verheiratet. Sein Sohn wurde ebenfalls Architekt.

## Realisierungen

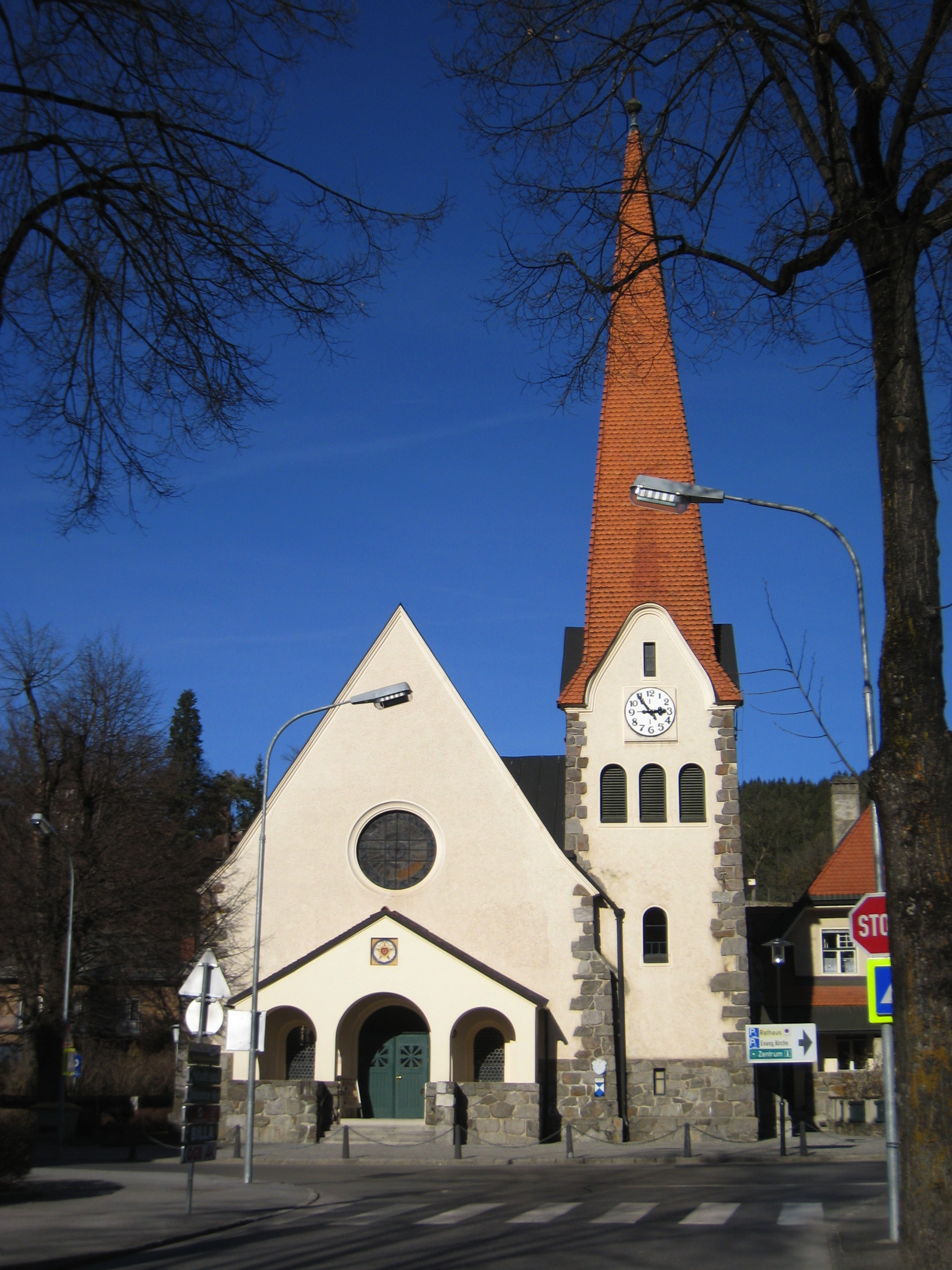
Martin-Luther-Kirche in Spittal an der Drau

- 1898: Rathaus in Idrija (mit Gustav Adolf König)
- 1905–1906: Evangelische Christuskirche in Innsbruck (mit Gustav Knell)
- 1908–1909: Gustav-Adolf-Kirche Leoben
- 1908–1909: Martin-Luther-Kirche in Spittal an der Drau (mit Gustav Knell)
- 1910–1911: Friedenskirche in Gmünd
- 1911–1912: Evangelische Christuskirche in Břeclav
- 1911: Deutsches Haus in Břeclav
- 1911: Waldfriedhof in Edling
- 1912: Mendeleum in Lednice
- 1914: Altkatholische Kirche in Šumperk
- 1917: Max-Schreiber-Schutzhaus am Červená hora
- 1924–1925: Wohnhausanlage der Gemeinde Wien, Troststraße 64–66 / Herzgasse 91 / Alxingergasse 86, in Wien-Favoriten (mit Alexander Graf)
- 1928: Wohnhausanlage der Gemeinde Wien, Cervantesgasse 3, in Wien-Penzing
- 1929–1930: Wohnhausanlage der Gemeinde Wien, Malfattigasse 39, in Wien-Meidling
- 1930–1931: Evangelische Christuskirche Bad Radkersburg
- 1930–1931: Evangelische Bekenntniskirche in Weppersdorf

## Auszeichnungen
- 1929: Goldenes Ehrenzeichen für Verdienste um die Republik Österreich